# Ephesia yezonis
Ephesia yezonis là một loài bướm đêm trong họ Noctuidae.